# 圣米歇尔桥
圣米歇尔桥（法語：Pont Saint-Michel）是法国巴黎的一座桥梁，横跨塞纳河，连接左岸的圣米歇尔广场和城島，长62米，宽30米。它得名于附近的圣弥额尔小堂。圣米歇尔桥毗邻圣礼拜堂和司法宫（Palais de Justice）。

## 历史
圣米歇尔桥最初兴建于1378年，后来曾数次重建，目前的桥梁修建于1857年。